# 금왕 단층
금왕 단층(金旺 斷層, Geumwang Fault)은 한반도 내 대한민국 충청북도 진천군에서 시작해 음성군 금왕읍, 강원특별자치도 원주시, 횡성군, 홍천군, 인제군 상남면을 지나 설악산에 이르는 북동-남서 방향, 총 연장 170 km의 대규모 주향 이동 단층이다. 기존의 설악산(2010), 현리(1975), 자은(1975), 풍암(1972), 갑천(1972), 여주(1975) 및 장호원(1989) 지질도폭에서 그 존재가 보고된 바 있는 금왕 단층은 인리형 분지인 음성 분지의 북서쪽 경계를 이루고, 신생대 제4기 약 70만 년 전부터 10만 년 전까지 활동해온 것으로 추정되며, 공주 단층대의 일부이다. 현재까지 보고된 금왕 단층의 ESR 연대측정값 중 최저값은 110±20 ka으로 불과 11만 년 전에 마지막으로 단층이 활동한 것을 지시한다. 단층암을 연구한 결과 금왕 단층은 최소 6단계의 단층 운동이 관찰되었으며 중생대 쥐라기 후기~백악기 초기에 발생한 최초의 연성 전단작용 이후 두 번째 단층운동부터 취성단층 특징을 보이는 재활동이 여러 번 일어난 것으로 밝혀졌다.

## 제4기에 활동한 금왕 단층
제4기 동안 금왕 단층은 충청북도 진천군 덕산읍, 음성군 맹동면, 강원특별자치도 횡성군 공근면, 홍천군 동면, 서석면 그리고 인제군 상남면 일대에서 재활동을 하였다. 금왕 단층에 발달한 단층비지의 ESR 연대 측정 결과를 종합해보면, 금왕 단층은 약 76만, 50만, 35만, 22만, 15만, 그리고 11만 년 전에 걸쳐 적어도 6번의 재활동이 있었던 것으로 해석된다. 구체적으로는
- 약 76만 년 전에는 충청북도 음성군 맹동면 일대와 강원특별자치도 홍천군 동면 일대에서
- 약 50만 년 전에는 충청북도 진천군 덕산읍 일대, 음성군 맹동면 일대와 강원특별자치도 홍천군 동면 일대에서
- 약 35만 년 전에는 충청북도 진천군 덕산읍 일대, 음성군 맹동면 일대, 강원특별자치도 횡성군 공근면. 홍천군 영귀미면 일대와 서석면 일대에서
- 약 22만 년 전에는 강원특별자치도 홍천군 서석면 일대와 인제군 상남면에서
- 약 15만 년 전에는 충청북도 진천군 덕산읍 일대와 강원특별자치도 인제군 상남면에서,
- 약 11만 년 전에는 강원특별자치도 인제군 상남면에서 금왕 단층이 재활동을 하였다. 방사성 원소로부터 방사성 에너지를 받은 것으로 추정되는 단층비지들은 ESR 신호가 포화되어 ESR 연대를 측정할 수 없었다. 따라서 포화된 단층비지의 마지막 활동 시기는 단층비지의 ESR 연대측정법의 한계인 약 200만 년 전 이전으로 추정된다.[2]

## 금왕 단층의 자취 (단층의 노두)

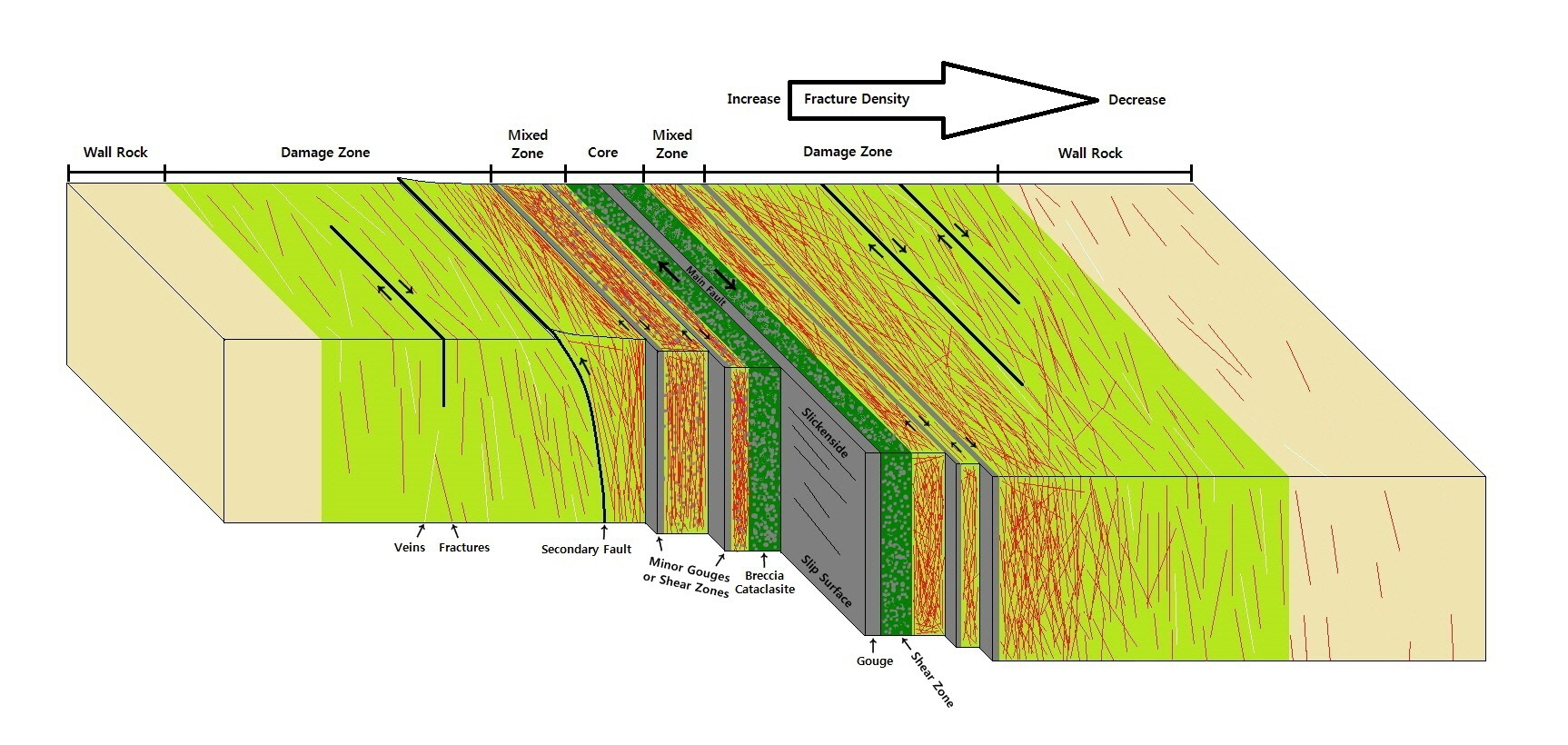
일반적인 대규모 단층대의 구조이다.
Core : 단층핵 Mixed Zone : 혼합대 Damage Zone : 단층손상대 Wall Rock : 모암 Gouge : 단층비지 Breccia : 단층각력암 Cataclasite : 압쇄암 Shear Zone : 전단대 Fracture : 단열, 절리, 균열 등 Veins : 세맥

금왕 단층이 통과 지역은 아래와 같다. 금왕 단층은 지하 깊숙히 숨어 있지만 진천군에서 설악산에 이르기까지 여러 지역에서 그 흔적을 드러내 보이고 있다.
진천군 초평면 오갑리 - 음성군 맹동면 충북혁신도시 - 평택제천고속도로 금왕휴게소 - 금왕읍 금왕저수지 - 생극면 신양리 - 음성군 감곡면 - 원주시 문막읍 - 지정면 - 호저면 - 횡성군 횡성읍 - 공근면 - 홍천군 영귀미면 - 서석면 - 인제군 상남면 - 기린면 북리

## 진천군,음성군

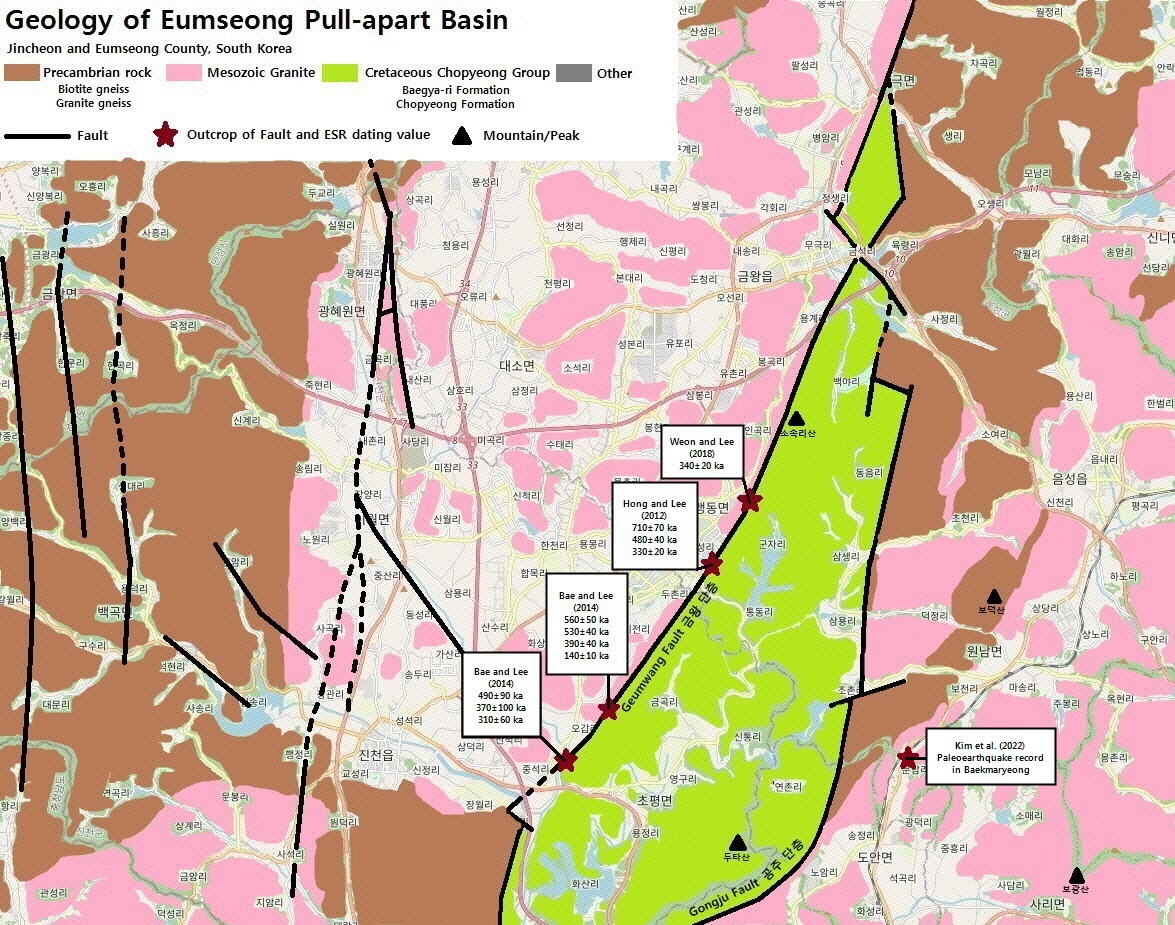
음성 분지와 금왕 단층의 ESR 연대측정값

금왕 단층은 충청북도 진천군 초평면과 음성군 맹동면에 걸쳐 있는 단층 분지인 음성 분지에서 시작된다. 위성사진을 보면 진천군 초평면 오갑리에서 충북혁신도시를 지나 평택제천고속도로 금왕휴게소에 이르기까지 추적되는 평야 지대와 녹색 산악 지대의 경계선이 마치 자를 대고 그은 것처럼 선명한데 이 선이 바로 금왕 단층의 단층선이다. 이 금왕 단층선의 남동부에는 초평층군이 분포하여 비교적 높은 산지를 이루고 있으나, 금왕 단층선의 북서부에는 흑운모 화강암이 분포하여 저산성 구릉 및 평야가 넓게 나타난다. 이는 아마도 풍화에 상대적으로 약한 화강암의 차별 침식에 기인한 것으로 추정된다. 이 선을 따라 금왕 단층의 노두와 제4기의 단층 활동을 지시하는 ESR 연대측정값이 다수 보고되었다.
음성 지질도폭(1976)에서는 음성 분지의 퇴적물인 백악기 초평층군과 퇴적암 내에 발달한 북동 30°주향의 습곡이 확인되었으나 단층은 보고되지 않았다.
장호원 지질도폭(1989)에서는 담회색의 중립~조립질사암, 역질사암, 사질셰일, 흑색 셰일로 구성되며 음성군 생극면 병암리, 신양리, 금왕읍 정생리에 분포하는 백야리층이 우측은 선캄브리아기 호상 편마암, 좌측은 중생대 쥐라기 편마상흑운모-{각섬석}화강암과 단층에 의해 접하는 것으로 보고되었으며 이 백야리층 분포지역에서 음성군 생극면 차평리, 감곡면 주천리, 감곡면소재지, 강동대학교, 경기도 여주시 점동면 관한리 원부저수지를 지나 여주시로 이어지는 북북동-남남서 주향의 단층이 보고되었다. 이 단층은 생극면-감곡면 지역에서 중생대 쥐라기 편마상흑운모-(각섬석)화강암과 선캄브리아기 호상 편마암의 경계를 이루며 그 이북에서 쥐라기 복운모 화강암 내를 지난다.
홍나리와 이희권(2012)은 음성 분지 북서부 음성군 맹동면 지역에서 금왕 단층의 특성 및 제4기에 발생한 단층 운동의 역사에 대해 연구하였다. 이 지역에서 금왕 단층은 쥐라기 흑운모 화강암과 백악기 퇴적암 초평층군 사이에 발달되어 있다. 금왕 단층은 지하 1~4 km 이상의 깊은 곳에서 형성된 단층이 현재 지표에 드러난, 파쇄암 계열로 이루어진 주향 이동 단층이다. 단층비지를 이용한 ESR 연대측정 결과는 710±70 ka, 480±40 ka, 330±20 ka으로 해당 지역에서는 제4기에 약 20만년 주기를 가지고 계속 단층 운동이 발생한 것으로 보고되었다. 이러한 주기성을 가지는 단층 운동 패턴은 역사지진이나 홀로세 지진활동 자료에서도 나타난다.
음성 분지의 북서쪽 경계에 해당하는 부분에서 쥐라기 흑운모 화강암과 백악기 초평층이 금왕 단층에 의해 접하고 있다. 3개 지점에서 채취한 시료의 ESR 연대는 14~56만 년 전의 분포를 보이며 약 71만 년 전에 음성군 맹동면 일대에서, 약 48~56 및 29~39만 년 전에 음성군 맹동면~진천군 덕산읍 일대에서, 약 14만 년 전에 진천군 덕산읍 일대에서 단층 활동이 발생했음을 지시한다. ESR 연대자료에 의하면 금왕단층의 단층활동이 주향방향을 따라 이동하는 경향을 보인다.
맹동면 쌍정리 일대(N 36°46'~37°02', E 127°28'~127°37')에는 단층 비지로 이루어진 단층핵이 약 2 m의 폭으로 발달되어 있다. 이 지역에는 북북동 주향의 단층을 기준으로 북서쪽에는 중생대 백악기의 화강암이, 남동쪽에는 음성 분지의 퇴적층 초평층군이 분포한다. ESR 연대측정 결과는 약 33만 년 전이다. 진천군~음성군 일대 금왕단층의 남서 말단부에서의 제4기 단층운동 패턴은 활동기와 비활동기로 나누어지며, 약 33만 년 전 이후에는 단층비지의 재활동이 일어나지 않은 것으로 추정된다.
오종현(2023) 등은 단층과 같은 지질학적 요소들이 지하수에 미치는 영향을 알아보기 위해 금왕 단층과 공주 단층이 지나는 음성 분지 일대의 지하수를 조사하였다. 그 결과 단층들이 지하수의 유동통로 역할을 잘 하지 못하는 것으로 나타났으며, 양산 단층에서의 연구 결과를 바탕으로 양산 단층과 같은 활성단층들과는 달리 해당 지역의 공주 단층과 금왕 단층은 현재 거의 유의미한 활동을 보이지 않아 지하수가 유동할 수 있는 공간이 상대적으로 적어 단층대를 통한 지하수의 유동이 활발하지 않은 것으로 해석하였다.

## 여주시
여주 지질도폭(1975)에서는 여주시 동부 점동면 현수리에서 장안리, 강천면 강천리와 부평리, 도전리로 이어지는 주향 북동 5~10°의 단층선이 항공사진 판독과 야외조사로 발견되었다. 중생대 쥐라기 대보 화강암 지대를 지나는 단층은 편마암 및 편암 내에서 단층경면을 보이며 주향 이동 및 경사 단층으로 확인되었다.
음성군 금왕읍 용계리에서 여주시 점동면 현수리 일대에 이르는 약 23.7 km 구간에서는 청미천으로 유입되는 수계를 따라 선상지가 다수 발달한다. 특히 여주시 점동면 뇌곡리 및 성신리 일대에는 큰 규모의 선상지가 잘 발달해 있다.

## 원주시
기존의 원주 지질도폭(1989)에서는 단층의 존재가 보고되지 않았고 다만 원주시 호저면 고산리 지역에 분포하는 백악기 퇴적암 지층 학담리층에서 다수의 미세 단층들이 발견되었으며 이는 입암저수지 도로변의 자색 셰일에서 관찰할 수 있다. 단층의 대표적인 주향은 북서 70~75°및 북동 65°이며 경사는 남서 내지 북사 75°및 북동 70°이다.
김만재와 이희권(2017)에 의해 아래 4개 지점에서 금왕 단층의 노두가 발견되었다. ESR 연대측정 결과 이 지역에서의 부수 단층으로부터 분석된 금왕 단층의 활동시기는 약 83~24만 년 전이며 플라이스토세 동안 약 16~5만년의 장주기를 가지고 반복적으로 재활동하였음이 드러났다.

### 반계리 지점
문막읍 반계리 지점(북위 37° 17′ 40.97″ 동경 127° 46′ 25.97″ / 북위 37.2947139°  동경 127.7738806° )에는 흑운모 화강암에 주향 북동 40°, 경사 남동 84°의 부수 단층이 발달하며 약 3 cm 두께의 단층비지띠가 있다. 이곳에서 약 50 m 떨어진 노두(북위 37° 17′ 39.80″ 동경 127° 46′ 28.71″ / 북위 37.2943889°  동경 127.7746417° )에는 흑운모 화강암에 주향 북동 25°, 경사 북서 65° 방향의 부수 단층이 약 4 cm 두께의 단층비지띠로 발달한다. ESR 연대측정 결과는 전자가 830±80 ka, 후자가 320±50 ka이다.

### 안창리 지점
지정면 안창리 지점(북위 37° 21′ 50.18″ 동경 127° 49′ 49.07″ / 북위 37.3639389°  동경 127.8302972° )에는 흑운모 화강암으로부터 유래된 파쇄암 내에 단층비지(Gouge)가 중첩되어 형성된 약 25 m 폭의 단층핵이 발달되어 있다. 단층핵의 북서쪽 경계부에는 약 4 m 폭의 단층비지대가 발달하며, 남동쪽 경계부에는 약 6 m 폭의 단층비지대가 발달한다. 그 사이에는 흑운모 화강암에서 유래된 파쇄암이 잔유물로 남아있다. 단층손상대 내에 발달한 주향 북동 48°, 경사 남동 76°의 부수 단층에서 채취한 시료의 ESR 연대측정 결과는 340±40 ka이며, 남동쪽 단층비지대와 파쇄암의 경계에서 채취한 시료의 ESR 연대측정 결과는 520±60 ka이다.

### 월송리 지점
지정면 월송리 지점(북위 37° 23′ 40.40″ 동경 127° 51′ 45.01″ / 북위 37.3945556°  동경 127.8625028° )에는 흑운모 화강암 내에 주향 북동 8°, 경사 북서 77°와 주향 북동 14°, 경사 남동 76° 방향의 부수 단층들이 발달한다. 여러 개의 단층비지 시료에서 확인된 ESR 연대는 330±50 ka 및 290±20 ka이다.

### 고산리 지점
호저면 고산리 지점(북위 37° 28′ 11.01″ 동경 127° 54′ 42.97″ / 북위 37.4697250°  동경 127.9119361° )에는 화강반암 내에 주향 북동 25°, 경사 북서 65°의 부수 단층이 발달되어 있다. 최대 ESR 연대는 240±30 ka이다.

## 횡성군
양덕원 지질도폭(1974)에서는 횡성군 학담리-청곡리 간 계곡을 따라 발달하는 북동 30°주향의 피복 단층이 보고되었다. 이 단층 남쪽에는 선캄브리아기 호상흑운모편마암이, 북쪽에는 규장질편마암이 분포한다.
횡성읍 학곡리 일대의 지질은 석영 장석질 편마암과 시대미상의 각섬암, 쥐라기 흑운모 화강암, 백악기의 학담층 및 석영반암 등으로 구성된다. 이 지역 중앙부에 분포하고 있는 석영 장석질 편마암은 흑운모 화강암과 각섬암의 관입을 받아 소규모로 분포한다. 이곳에는 초파쇄암으로 구성된 단층핵을 중심으로 파쇄암, 원파쇄암, 미세파쇄각력암이 대칭적으로 분포하여 단층손상대를 이룬다. 지표상의 단층대에 분포하는 압쇄암 및 파쇄암 계열은 각각 다른 깊이의 변형 환경에서 생성된 것으로 해석된다.
공근면 청곡리 지점(N 37°43'42.88", E 127°59'3.34")에는 선캄브리아기 화강암질 편마암 내에 약 80 m 두께의 파쇄암대가 발달해 있으며 단층의 주향은 북동 66°, 경사는 남동 62°이다. 단층핵의 ESR 연령은 250±20 ka, 300±10 ka, 290±20 ka이다.
횡성읍 학곡리에서 공근면 가곡리에 이르는 8.1 km 구간과 공근면 가곡리에서 홍천군 영귀미면 노천리에 이르는 약 13 km 구간에는 선상지가 발달한다. 선상지 지표 상에서 왕자갈급의 각력이 확인되나 노두의 관찰은 어렵다. 공근면 청곡리 일대에서는 금왕 단층에 인접하여 좌수향의 굴절 하도가 연속적으로 인지되며, 북서쪽의 공근면 공근리 일대에서도 좌수향의 굴절 하도가 인지된다. 남동쪽의 공근면 덕촌리 일대에서는 선상구조를 따라 우수향의 굴절하도가 인지되어 인접한 지역에서 우수향과 좌수향 변위가 모두 관찰되고 있다.

## 홍천군
풍암 지질도폭(1972)에서는 홍천군 영귀미면 노천리에서 서석면 어론리, 수하리를 지나 인제군 상남면 상남리로 이어지는 주향 북동 30~40°, 경사 수직의 대규모 단층으로 보고되었다. 갑천 지질도폭(1989)에서는 홍천군 영귀미면 좌운리-노천리 일대에 북동 45°주향으로 발달하는 단층으로 보고되었으며 이 단층은 화강암과 편마암의 접촉부를 따라 발달하는데 반암류에 의해 절단되는 것으로 보아 이는 화강암과 반암의 관입시기 중간에 생성된 것으로 보인다.
이희권(2010)은 강원특별자치도 인제군 상남면~홍천군 서석면 일대에 북동-남서 방향으로 발달한 금왕 단층을 조사하고 2개 지점에 드러난 단층의 노두에서 ESR 연대측정을 실시하였다. 단층암의 ESR 연대측정에 의하면 금왕 단층은 이 지역 일대에서 제4기에 적어도 3번(220 ka, 170 ka, 110 ka) 재활동하였으며, 특히 약 17만년 전에는 상남면 전역(약 6 km 구간)에서 금왕 단층대가 재활동 한 것으로 추정하였다.

### 풍암 분지
강원특별자치도 홍천군 서석면 일대에는 중생대 백악기, 절대연령 70~84 Ma의 안산암이 분포하며 이 안산암은 금왕 단층에 의해 선캄브리아기 용두리편마암복합체 호상흑운모편마암과 접촉한다. 김만재와 이희권(2016)은 이 안산암 내부의 전단면에 우수향 주향 이동 운동을 지시하는 전단면이 발달한 것으로 보고하고 금왕 단층의 단층발달사 중 다섯 번째 단계에 해당하는 것으로 보았다. 그리고 금왕 단층의 단층운동이 직전에 있었던 네 번째 단계의 좌수향 주향이동 운동에서 우수향 주향이동 운동으로 역전 현상이 일어난 것으로 해석하였다.
풍암 분지 지역의 금왕 단층은 홍천군 영귀미면 좌운리 좌운저수지에서 북동으로 연장되어 서석면 수하리에 이른다. 단층대의 폭은 30~400 m로 단층대의 주향 방향으로 변화가 심하며 좌운저수지 옆 좌운교 밑 하천 바닥에는 단층대 내 이암이 쇄성 변형작용을 받아 수많은 단층이 발달해 있는데 이들은 좌수향 주향이동을 지시한다.
최승찬 외(2024)는 풍암 분지 일대 금왕 단층의 중력장과 자기장 분포를 조사하였고, 이를 근거로 금왕 단층은 좌측부가 남동쪽으로 이동한 좌수향 주향 이동 단층이며 저중력 이상대와 자기장 분포에 근거해 금왕 단층의 변위를 약 9.3 km 으로 계산하였다. 금왕 단층의 평균 깊이는 약 1,000 m이며 풍암 분지 남서쪽이 북동쪽과 비교해 약 700 m 정도 더 깊을 것으로 판단하였다. 이는 금왕 단층이 주향 이동 뿐만 아니라 경사 방향으로 움직였다는 것으로 해석되며 단층경계 함몰(fault margin sag)에 의한 분지 형성에 기여한 것으로 판단하였다.

### 어론리 지점
서석면 어론리 지역(N 37°42'09.59" E 128°07'04.42")에서는 선캄브리아기 흑운모 편마암과 안산암의 경계 단층으로 단층대는 편마암과 백악기 이암의 파쇄대가 발달하고 있다. 파쇄대의 폭은 200 m 이상이며, 초파쇄대 내에 3~4 cm의 단층비지가 발달하고 있다. ESR 연령은 260±90 ka이다.

### 수하리 지점
서석면 수하리 지역(N 37°48'32.3" , E 128°12'47.6")에서의 단층대는 편마암과 원파쇄암대 사이에 30-40 m 폭의 단층역암대로 발달한다. 폭 2 m의 초파쇄암대, 20 m 파쇄암대, 폭 30 m의 단층역암대로 구성된다. 단층대에는 파쇄 엽리가 발달하며, 원마도가 양호한 암편들이 떠 있는 형태로 있다. ESR 연대측정 결과는 170±10 ka이다.
서석면 수하리에서는 금왕 단층대 최초로 지표 파열 단층이 발견되었다. 제4기 지표변형이 의심되는 선형구조의 수직한 방향으로 설계된 굴착단면에는 백악기 화강암을 덮는 제4기의 거력층(55±4 ka, 이하 OSL), 점토질모래층(38±3 ka), 왕자갈층(15±5 ka), 모래층(12±1 ka), 매립층이 순차적으로 발달한다. 화강암 내부에는 주향 북동 9°, 경사 북서 85°의 단층이 발달하며 이 단층은 약 1.0 m의 겉보기 수직 변위로 서측 상반의 기반암 및 동측 하반의 거력층을 절단한다. 이상의 지질연대는  약 5만~3만 8천년 전의 역이동 성분을 가진 주향 이동성 단층 활동을 지시한다.

### 좌운리 지점
영귀미면 좌운리 지점에는 쥐라기 흑운모 화강암 및 퇴적암 내에 금왕 단층대가 발달되어 있다. 단층대에는 응집력이 없고 지표 밑 1~4 km 에서 형성된 단층비지와 지하 1~4 km 보다 깊은 곳에서 형성된 파쇄암 계열, 미세파쇄각력암 등이 분포하고 있다. 파쇄암 계열이 지각 상부 1~4 km 이내로 융기한 후에 금왕 단층대가 재활동할 때 미세파쇄각력암과 파쇄암 계열의 경계부에 단층비지로 구성된 단층핵이 생겼으며, 단층비지와 파쇄암 계열의 암석이 혼재되어 있는 혼합대가 형성된 것으로 추정된다.

### 단층 지형
서석면 어론리에서 수하리에 이르는 약 12.4 km 구간에는 배후 산지 및 유역 규모에 비해 선상지가 비교적 큰 규모로 발달한다. 내촌천 및 수하천에는 하안단구가 산발적으로 발달하며, 서석면 수하리 일대 수하천의 지류 하천에서는 좌수향으로 굴절된 하도 형태가 관찰된다. 일부 지류 하천 및 소하천에서는 연속적인 경사급변점이 확인되었다.
내면 방내리와 서석면 수하리, 인제군 상남면의 경계에 위치한 행치령 일대에는 수유동길을 따라 동북동 방향으로 흘러 방내천으로 유입되는 하천이 있다. 이 무명 하천은 하곡에 비해 하천 규모가 작은 과소하천(過小河川, underfit stream)의 특성을 보이며 하곡의 대부분은 더 이상 물이 흐르지 않아 하천쟁탈의 결과로 단구화된 고유로(古流路, Paleo-stream)로 판단된다. 현재의 수계에 기초하여 이 고유로는 금왕 단층의 활동에 따른 지각의 융기와 밀접한 관계가 있는 것으로 추정된다.

## 인제군
현리 지질도폭(1975)에서는 인제군 상남면 상남리에서 지금의 서울양양고속도로 내린천휴게소를 지나 기린면 현리와 북리로 이어지는 주향 북동 30°, 경사 수직의 단층으로 보고되었다. 이 단층선이 지나가는 부분의 모든 노두는 죄다 파쇄 또는 압쇄되어 본래의 암상을 볼 수 없으며 부분적으로는 이 단층선을 따라 후기에 올라온 열수용액에 의해 유화(硫化) 광물이 첨가되거나 동시해 심하게 규화(珪化)된 곳도 있다. 따라서 이 단층은 백악기 최후기에 생성된 것으로 추정된다. 자은 지질도폭(1975)에서는 인제군 상남면 상남리에 북동 30~40°의 주향과 수직의 경사로 발달하며 선캄브리아기 호상편마암과 중생대 흑운모 화강암의 경계를 형성하는 단층으로 보고되었다. 자은 지질도폭(1975)에 의하면 이 단층은 인제 단층과 함께 중국 방향의 구조선(structure line)의 일부로서 한국 전체의 지구조 운동과 밀접한 관계가 있는 것으로 보인다.
서울양양고속도로 제9공구 행치2터널(오늘날의 행치령터널) 공사 중 금왕 단층의 단층파쇄대가 발견되었다. 기반암은 선캄브리아기 흑운모 편마암과 이를 관입한 시대 미상의 복운모 화강암, 백악기 흑운모 화강암과 산성암맥으로 구성되며 단층대의 폭은 약 100 m이고 단층대를 따라 기반암이 심하게 풍화되어 있으며 석영맥이 관입하여 있다. 시추조사 결과 단층점토, 단층각력암이 나왔다.

### 상남리 지점
상남면 상남리(N 37°50'42.9" E 128°14'29.0") 지점에는 선캄브리아 흑운모 편마암과 백악기 화강암의 경계부에 파쇄암이 발달해 있으며 단층면의 주향은 북동 36°, 경사는 북서 80°이다. 2 m 초파쇄암대 내에 4조의 단층 비지대가 발달한다. ESR 연대측정 결과로부터 구한 단층암의 마지막 활동시기는 170±30 ka, 160±30 ka, 220±20 ka, 210±20 ka, 200±30 ka, 220±30 ka, 110±20 ka의 다양한 값을 보여준다.

### 하남리 지점
상남면 하남리, 인제 나들목 부근(N 37°54'37.05", E 128°17'3.43") 지점에는 폭 23 m의 단층핵이 흑운모 편마암과 화강편마암의 경계부에 발달하며, 단층핵의 양쪽 경계가 뚜렷하게 관찰된다. 시료 채취 후 ESR 연대를 측정한 결과 약 52, 41, 32, 22만 년 전에 활동한 것으로 분석되었다.

### 북리 지점
기린면 북리(N 37°58'54.04", E 128°19'42.95")지점에 흑운모 화강암 내에 폭 11 m의 단층핵이 드러나 있다. 여기서 북동쪽으로 1.4 km 지점(N 37°59'34.40", E 128°20'6.53")에는 흑운모 화강암 내에 폭 17 m의 단층핵이 드러나 있다.

## 설악산
설악산 지질도폭(2010) 지역의 금왕 단층은 고원생대의 경기편마암복합체 편마암과 중생대 쥐라기 화강암류와의 경계를 이루는 수직 경사의 좌수향 주향이동 단층으로 확인되었다. 설악산 화강암체 내부로 이어지는 이 단층의 북부 연장은 확실하게 인지되지 않아 한계령 단층 이남 지역에서 끝나는 것으로 보인다. 쥐라기 대보 화강암의 일종인 오색 화강암과 백악기 설악산 화강암과의 경계를 기준으로 산정된 이 단층의 수평 변위량은 250 m 정도이나, 흑운모 화강암과 선캄브리아기 편마암과의 경계를 기준으로 하면 최소 2.5 km 이상으로 산정된다.

### 필례 단층
필례 단층은 인제군 기린면 북리에서 금왕 단층으로부터 분기되어 나온 단층으로 설악산 지질도폭에서 고각의 경사를 이루는 좌수향 주향이동 단층으로 확인되었다. 인제군 인제읍 귀둔리 필례마을 북측 계곡에 드러난 단층대는 남-북 주향에 서쪽으로 약 80°경사져 있으며, 단층대를 경계로 서측의 쥐라기 가리봉 화강암과 동측의 쥐라기 화강섬록암이 접한다. 단층핵은 10 cm 폭의 단층비지대와 70 cm 폭의 단층각력암대로 구성된다. 화강섬록암과 단층 사이에는 수 미터 폭의 중성암맥이 관입해 있고, 가리봉 화강암 내에도 소규모의 산성암맥이 관입해 있다. 이 암맥들 역시, 단층의 영향으로 심하게 파쇄되어 단층손상대(Damage Zone)를 형성한다. 단층대의 전체 폭은 단층손상대를 포함하여 약 20 m이며, 특히 서측의 중성암맥과 가리봉화강암체 내에는 단층대와 거의 평행한 석영 세맥(vein)들이 좁은 간격으로 무수히 산출한다

## 금왕 단층의 노두 위치
현재까지 보고된 금왕 단층의 노두와 ESR 연대측정값은 다음과 같다.
| 위치                 | 좌표 | 지질                                      | 주향              | 경사              | 성향            | ESR 연대측정값                                                                         | 비고             |
| -------------------- | --- | ----------------------------------------- | ----------------- | ----------------- | --------------- | -------------------------------------------------------------------------------------- | ---------------- |
| 진천군 초평면 오갑리 | | 화강암                                    |                   |                   |                 | 490±90 ka, 370±100 ka, 310±60 ka                                                       |                  |
| 음성군 맹동면 두성리 | | 쥐라기 화강암, 초평층 조립질사암          | 북동 26° 북동 35° | 북서 76° 북서 83° | 좌수향 주향이동 | 710±70 ka, 480±40 ka, 330±20 ka                                                        |                  |
| 원주시 호저면 고산리 | 북위 37° 28′ 11.01″ 동경 127° 54′ 42.97″ / 북위 37.4697250° 동경 127.9119361°                                                                               | 화강반암                                  | 북동 25°          | 북서 65°          |                 | 240±30 ka                                                                              |                  |
| 원주시 지정면 월송리 | 북위 37° 23′ 40.40″ 동경 127° 51′ 45.01″ / 북위 37.3945556° 동경 127.8625028°                                                                               | 흑운모 화강암                             | 북동 8° 북동 14°  | 북서 77° 남동 76° |                 | 330±50 ka, 290±20 ka                                                                   |                  |
| 원주시 지정면 안창리 | 북위 37° 21′ 50.18″ 동경 127° 49′ 49.07″ / 북위 37.3639389° 동경 127.8302972°                                                                               | 흑운모 화강암                             | 북동 20° 북동 48° | 북서 71° 남동 76° |                 | 520±60 ka, 340±40 ka                                                                   |                  |
| 원주시 문막읍 반계리 | 북위 37° 17′ 40.97″ 동경 127° 46′ 25.97″ / 북위 37.2947139° 동경 127.7738806° 북위 37° 17′ 39.80″ 동경 127° 46′ 28.71″ / 북위 37.2943889° 동경 127.7746417° | 흑운모 화강암                             | 북동 40° 북동 25° | 남동 84° 북서 65° |                 | 830±80 ka, 320±50 ka                                                                   |                  |
| 횡성군 공근면 청곡리 | 북위 37° 43′ 42.88″ 동경 127° 59′ 3.34″ / 북위 37.7285778° 동경 127.9842611°                                                                                | 선캄브리아기 화강암질 편마암              | 북동 66°          | 남동 62°          | 좌수향 주향이동 | 250±20 ka, 300±10 ka, 290±20 ka                                                        |                  |
| 홍천군 서석면 어론리 | 북위 37° 42′ 09.59″ 동경 128° 07′ 04.42″ / 북위 37.7026639° 동경 128.1178944°                                                                               | 선캄브리아기 흑운모 편마암, 중생대 안산암 |                   |                   | 좌수향 주향이동 | 260±90 ka                                                                              |                  |
| 홍천군 서석면 수하리 | 북위 37° 48′ 32.3″ 동경 128° 12′ 47.6″ / 북위 37.808972° 동경 128.213222°                                                                                   | 편마암                                    |                   |                   | 좌수향 주향이동 | 170±10 ka                                                                              |                  |
| 인제군 상남면 상남리 | 북위 37° 50′ 42.9″ 동경 128° 14′ 29.0″ / 북위 37.845250° 동경 128.241389°                                                                                   | 선캄브리아기 흑운모 편마암, 백악기 화강암 | 북동 36°          | 북서 80°          | 좌수향 주향이동 | 170±30 ka, 160±30 ka, 220±20 ka, 210±20 ka, 230±30 ka, 200±30 ka, 220±30 ka, 110±20 ka |                  |
| 인제군 상남면 하남리 | 북위 37° 54′ 37.05″ 동경 128° 17′ 3.43″ / 북위 37.9102917° 동경 128.2842861°                                                                                | 선캄브리아기 흑운모 편마암, 화강편마암    | 북동 32° 북동 15° | 남동 81° 남동 87° | 좌수향 주향이동 | 520 ka, 405 ka, 315 ka, 218 ka                                                         | 인제 나들목 남쪽 |
| 인제군 기린면 북리   | 북위 37° 58′ 54.04″ 동경 128° 19′ 42.95″ / 북위 37.9816778° 동경 128.3285972°                                                                               | 흑운모 화강암                             | 북동 30° 북동 32° | 남동 78° 남동 84° | 판정불가        |                                                                                        |                  |
| 인제군 기린면 북리   | 북위 37° 59′ 34.40″ 동경 128° 20′ 6.53″ / 북위 37.9928889° 동경 128.3351472°                                                                                | 흑운모 화강암                             | 북동 53° 북동 20° | 북서 65° 북서 86° |                 |                                                                                        |                  |

## 퇴적 분지

### 음성 분지

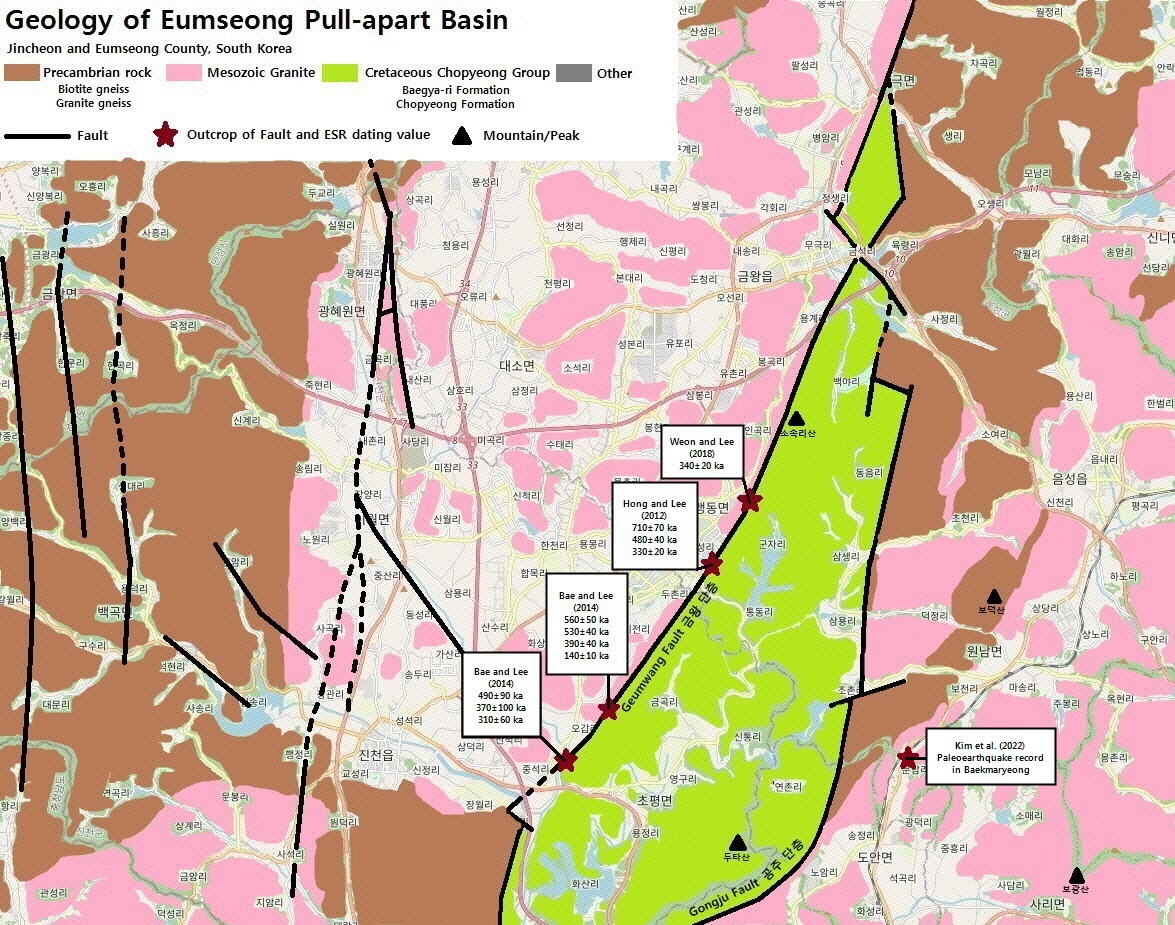
음성 분지의 위치

음성 분지(陰城盆地, Eumseong Basin)는 경기 지괴와 옥천 습곡대의 경계를 이루는 공주 단층계를 따라 형성된 백악기의 퇴적분지로서, 북서쪽 경계를 이루는 금왕 단층과 남동쪽 경계부를 이루는 공주 단층의 사이에 자리잡은 마름모꼴의 인리형 분지(pull-apart basin)이다. 지리적으로는 음성군 맹동면과 진천군 초평면 일대에 해당한다. 음성 분지 내 퇴적암은 층리의 변화가 심한데 이는 경계 단층의 활동으로 분지의 열개와 더불어 퇴적이 시작된 후 단속적인 단층 활동으로 인해 분지의 확장과 퇴적 작용이 반복하여 진행되었기 때문이다. 음성 분지에 퇴적암이 퇴적된 후 발생한 단층 운동은 음성 분지의 북서쪽 경계부에 발달한 금왕 단층에 집중된 것으로 해석되며 음성분지 내 퇴적암에 발달한 습곡구조는 공주단층보다는 금왕단층의 좌수향 주향이동 운동의 영향을 받은 것으로 해석된다. 최대 33km의 연장과 7 km 폭으로서 약 140 km2의 면적을 가진다.

### 풍암 분지
풍암 분지(Pung-am Basin)는 금왕 단층을 따라 강원특별자치도 홍천군 영귀미면 노천리에서 서석면 수하리까지 북동-남서 방향으로 발달한 백악기의 횡압축성(Transpressional) 단층 분지이다. 분지 내에는 중생대 백악기의 퇴적암 지층이 분포하며 풍암 및 갑천 지질도폭(1972, 1989)에 의하면 이 퇴적암은 역암, 알코스질사암, 이암, 자색의 셰일과 사암, 화산쇄설암 등으로 구성되며 녹회색의 사암과 셰일이 협재된다. 퇴적암 지층의 주향과 경사는 곳에 따라 차이가 심하며 정단층, 습곡, 절리 등의 구조를 포함하여 퇴적층의 분포가 단속적이고 심하게 변형되어 있다. 풍암 분지 형성 초기에는 단층으로 접촉하고 있는 주변의 기반암과 근원암으로부터 많은 양의 쇄설성 퇴적물을 선상지 환경 하에서 공급받았으나, 나중에는 주변 지역에서의 화산 분출에 의한 화산 쇄설물의 추가 공급으로 호성과 선상지 환경 하에 두꺼운 퇴적층이 축적된 것으로 해석된다. 풍암 분지의 폭은 7 km, 길이는 20 km, 면적은 약 140km2, 두께는 300~500 m 정도이다.

## 관련 기사
활성단층 분야 권위자이자 금왕 단층을 오랫동안 연구 조사한 강원대학교 지질학과 이희권 교수는 지진이 일어날 수 있는 활성단층의 가능성이 높은 금왕 단층이 원주~홍천~속초에 걸쳐있으며 규모 7.0의 강진이 발생할 수도 있다고 설명했다.

## 같이 보기
- 한국의 단층
- 공주 단층
- 인제 단층
- 경강 단층
- 추가령 단층
- 왕숙천 단층
- 신갈 단층
- 가음 단층
- 양산 단층
- 울산 단층
- 한국의 지질
- 한국의 지진
- ESR 연대측정법
- 금왕읍